# Ricchi & Poveri (album 1978)
Ricchi & Poveri, con la & commerciale nella grafia, è una raccolta di successi che prende il suo titolo dall'omonimo gruppo vocale italiano dei Ricchi e Poveri. Contiene una decina di brani (a seconda delle edizioni), tutti realizzati negli anni settanta, quando la band era ancora un quartetto, prima, cioè, dell'uscita di una delle due voci femminili (la cantante genovese Marina Occhiena) dalla formazione originaria.
La collection viene pubblicata prima su vinile dalla Fonit Cetra, nel 1978, con 10 tracce, tra cui Mama (sigla della trasmissione televisiva Jet Quiz ed estratta anche come singolo l'anno successivo), e successivamente dalla Warner Music Italia nel 1989, su vinile e musicassetta, e nel 2003, con soli 9 brani, in formato CD, senza Mama, canzone scritta, tra l'altro, da 3 dei 4 componenti del gruppo, tra cui la stessa Occhiena (assieme alle due voci maschili, il sardo Angelo Sotgiu e Franco Gatti, anche lui genovese, come Marina).
La compilation include, complessivamente, un brano del 1972, due del 1973, tre del 1975 e tre del 1978, oltre alla citata Mama. I tre pezzi del 1978, Questo amore, Mi manchi e Musica musica, sono tratti dall'album di inediti di quell'anno, intitolato proprio Questo amore, dal brano che il quartetto presenta all'Eurofestival '78, svoltosi a Parigi. Una musica, invece, è una canzone degna di nota per gli illustri autori che l'hanno composta, tra cui Paolo Limiti, Maurizio Seymandi e addirittura Mike Bongiorno. Mi manchi, infine, è stata scritta da Sergepy e Dario Farina, quest'ultimo autore storico della band, sia come quartetto che come trio. Tra i brani meno recenti, Penso, sorrido e canto porta la firma, tra gli altri, di Amedeo Minghi, Roberto Conrado (autore storico di Renato Zero), e Cristiano Minellono (autore storico, assieme a Dario Farina, degli stessi Ricchi e Poveri).

## Versione spagnola
Una musica è l'edizione spagnola della raccolta italiana sopra illustrata, pubblicata su etichetta Hispavox, nel 1980, su cassetta. Il 1980 ha rappresentato un'annata piuttosto attiva per il gruppo nei paesi di lingua spagnola: in quello stesso anno, infatti, il nuovo album di inediti pubblicato in Italia, "La stagione dell'amore", è uscito contemporaneamente, nella corrispondente edizione ispanica, anche sul mercato latino, con il titolo di "La estación del amor" e quattro canzoni adattate in castigliano. Dopo l'accoglienza positiva riservata alle nuove canzoni incluse nell'album di esportazione, la raccolta Una musica (che prende il titolo da una canzone della band, che qui apre il Lato B) è un'occasione per far conoscere al pubblico spagnolo anche i successi meno recenti dei Ricchi e Poveri. Le canzoni sono cantate tutte in italiano, anche se sulla copertina i titoli compaiono in spagnolo.

## Tracce

### LP 1978 ("Ricchi & Poveri", Fonit Cetra, PL 404)
Lato A
1. Questo amore
2. Un diadema di ciliegie
3. Mama (Occhiena/Sotgiu/Gatti) - Sigla TV, 1979
4. E poi... l'amore
5. Giorno e notte

Lato B
1. Una musica
2. Mi manchi
3. Penso, sorrido e canto
4. Caro amore mio
5. Musica musica

### CD 2003 ("Ricchi & Poveri", Warner Bros.)
1. Questo amore - 4:18 (Bardotti/Picciotta/Lusini/Farina)
2. Un diadema di ciliegie - 4:05 (Bertola/Sotgiu)
3. E poi... l'amore - 3:51 (De Sanctis/Pintucci/Marrocchi)
4. Giorno e notte - 3:08 (Tariciotti/Evangelisti/Marrocchi)
5. Una musica - 3:10 (Limiti/Migliardi/Bongiorno/Seymandi)
6. Mi manchi - 4:25 (Sergepy/Bardotti/Lusini/Farina)
7. Penso, sorrido e canto - 3:25 (Minellono/Toscani/Minghi/Conrado)
8. Caro amore mio - 3:50 (De Sanctis/Marrocchi)
9. Musica musica - 4:50 (Forlai/Lusini)

### MC 1980 ("Una musica", Hispavox)
Lato A
1. Este amor (Questo amore)
2. Una diadema de cerezas (Un diadema di ciliegie)
3. Mama (Mama)
4. Y después... el amor (E poi... l'amore)
5. Dia y noche (Giorno e notte)

Lato B
1. Una musica (Una musica)
2. Me faltas (Mi manchi)
3. Penso, sonrio y canto (Penso, sorrido e canto)
4. Mi querido amor (Caro amore mio)
5. Musica musica (Musica musica)

## Crediti

### Un diadema di ciliegie(1972)
- R. Farinatti: arrangiamento e direzione
- Carlo Nistri: produzione
- Fonit Cetra Music Publishing s.r.l.: edizioni musicali

### Una musica(1973)
- M. Migliardi: arrangiamento e direzione
- G.P. Reverberi: produzione
- Fonit Cetra Music Publishing s.r.l./Warner Bros. Music Italy s.r.l.: edizioni musicali

### Penso, sorrido e canto(1973)
- G.P. Reverberi: arrangiamento, direzione e produzione
- Fonit Cetra Music Publishing s.r.l./Star s.r.l./Vianello Edizioni Musicali s.r.l.: edizioni musicali

### E poi... l'amore;Giorno e notte;Caro amore mio(1975)
- Marrocchi/Pintucci: produzione
- Piero Pintucci: arrangiamento e direzione
- Fonit Cetra Music Publishing s.r.l.: edizioni musicali

### Questo amore;Mi manchi;Musica musica(1978)
- Toto Torquati: arrangiamento
- Gabric: produzione
- Fonit Cetra Music Publishing s.r.l./Gabric Edizioni Musicali s.r.l.: edizioni musicali

### Mama(1979)
- Usignolo: edizioni musicali